# Engel (banda)
Engel es una banda sueca de death metal melódico y metal industrial con influencias del alternativo.  Ellos han lanzado un álbum a través de la discográfica SPV/Steamhammer Records, Absolute Design, el 31 de octubre de 2007, y el 20 de mayo de 2008 en Norteamérica. La banda ha aparecido en presentaciones en vivo junto a Still Remains y en "The Invaluable Darkness Tour" Europeo junto a Amon Amarth y Dimmu Borgir.
La banda es muy notable por poseer miembros de otras bandas suecas famosas, tales como In Flames, The Crown, Evergrey, Headplate, Katatonia y Gardenian.

## Integrantes
- Niclas Engelin: guitarra.
- Marcus Sunesson: guitarra.
- Oscar Nilsson – batería.
- Steve Drennan: bajo.
- Mikael Sehlin: voz.

### Miembros pasados
- Magnus «Mangan» Klavborn: voz.
- Robert Hakemo: bajo.
- Johan Andreassen: bajo.
- Michael Håkansson: bajo.
- Daniel «Mojjo» Moilanen: batería.
- Jimmy Olausson: batería.

## Discografía
- Demo 2005, 2005 (Independiente).
- Engel, 2005 (Independiente).
- Demo 2006, 2006 (Independiente).
- Absolute Design, 2007 (SPV/Steamhammer Records).
- Threnody, 2010 (Avex Records).
- Songs of the Dead, 2012 (Season of Mist).
- Blood of Saints, 2012 (Season of Mist).
- Raven Kings, 2014 (Gain/Sony Music).
- Abandon All Hope, 2018 (Gain/Sony Music).